# Isoferroplatin
Isoferroplatin ist ein selten vorkommendes Mineral aus der Mineralklasse der „Elemente (einschließlich natürliche Legierungen, intermetallische Verbindungen, Carbide, Nitride, Phosphide und Silicide)“ mit der idealisierten chemischen Zusammensetzung Pt3Fe und ist damit chemisch gesehen eine natürliche Legierung aus Platin und Eisen (lateinisch ferrum) im Verhältnis 3 : 1. Da das Mineral in der Natur oft auch mit Fremdbeimengungen an Palladium und Kupfer zu finden, die Teile des Platins beziehungsweise Eisens diadoch ersetzen können, wird die Formel gelegentlich auch mit (Pt,Pd)3(Fe,Cu) angegeben.
Isoferroplatin kristallisiert im kubischen Kristallsystem, entwickelt aber nur selten gut ausgebildete Kristalle bis etwa drei Millimeter Größe. Meist findet er sich in Form abgerundeter, kubischer Körner oder wurmartigen Verwachsungen und Äderchen. Bekannt sind auch skelettförmige Kristallformen. Das Mineral ist in jeder Form undurchsichtig (opak) und zeigt auf den Oberflächen der grauen bis silberweißen Kristalle einen deutlichen Metallglanz.

## Etymologie und Geschichte
Erstmals entdeckt wurde Isoferroplatin in einer Seifenlagerstätte am Tulameen River, einem Nebenfluss des Similkameen River nahe dem gleichnamigen Bergbaurevier (Similkameen Mining Division) im Süden der kanadischen Provinz British Columbia. Da für die Analyse des Minerals auch Proben aus dem Stillwater-Komplex im US-Bundesstaat Montana verwendet wurde, gilt auch dieser Fundort als Typlokalität für das Mineral.
Die Erstbeschreibung erfolgte 1975 durch Louis J. Cabri und Clive E. Feather, die das Mineral nach seiner kubischen (englisch isometric) Symmetrie und seiner chemischen Zusammensetzung benannten.

## Klassifikation
Die strukturelle Klassifikation der International Mineralogical Association (IMA) zählt den Isoferroplatin zur Gruppe der nicht stöchiometrischen Einfachperowskite mit unbesetzter B-Position in der Perowskit-Supergruppe. Hier bildet er zusammen mit Auricuprid, Tomamaeit, Atokit, Awaruit, Olgafrankit, Sidorovit, Chengdeit, Rustenburgit, Yixunit und Zvyagintsevit die Auricuprid-Untergruppe.
In der veralteten 8. Auflage der Mineralsystematik nach Strunz war Isoferroplatin noch nicht aufgeführt.
In der zuletzt 2018 überarbeiteten Lapis-Systematik nach Stefan Weiß, die formal auf der alten Systematik von Karl Hugo Strunz in der 8. Auflage basiert, erhielt das Mineral die System- und Mineralnummer I/A.15-010. Dies entspricht der Klasse der „Elemente“ und dort der Abteilung „Metalle und intermetallische Verbindungen“, wo Isoferroplatin zusammen mit Bortnikovit, Chengdeit, Ferronickelplatin, Nielsenit, Tetraferroplatin und Tulameenit eine unbenannte Gruppe mit der Systemnummer I/A.15 bildet.
Die von der International Mineralogical Association (IMA) zuletzt 2009 aktualisierte 9. Auflage der Strunz’schen Mineralsystematik ordnet Isoferroplatin in die Klasse der „Elemente“ und dort in die Abteilung „Metalle und intermetallische Verbindungen“ ein. Hier ist das Mineral in der Unterabteilung „PGE-Metall-Legierungen“ zu finden, wo es zusammen mit Chengdeit die „Isoferroplatin-Gruppe“ mit der Systemnummer 1.AG.35 bildet.
In der vorwiegend im englischen Sprachraum gebräuchlichen Systematik der Minerale nach Dana hat Isoferroplatin die System- und Mineralnummer 01.02.05.01. Das entspricht der Klasse der „Elemente“ und dort der Abteilung „Elemente“. Hier findet er sich innerhalb der Unterabteilung „Elemente: Platingruppenmetalle und -legierungen“ in der „Isoferroplatingruppe (Raumgruppe Pm3m)“, in der auch Rustenburgit, Atokit, Zvyagintsevit, Chengdeit und Yixunit eingeordnet sind.

## Kristallstruktur
Isoferroplatin kristallisiert kubisch in der Raumgruppe Pm3m (Raumgruppen-Nr. 221) mit dem Gitterparameter a = 3,86 Å sowie einer Formeleinheit pro Elementarzelle.

## Bildung und Fundorte
Isoferroplatin bildet sich in Pt-Fe- und Cu-Ni-Sulfid-Lagerstätten in ultramafischen Gesteinen sowie in Chromatiten. Von dort wird das Mineral durch Verwitterung herausgelöst und zu den entsprechenden Seifenlagerstätten transportiert. Als Begleitminerale treten unter anderem gediegen Gold, Platin, Iridium und Osmium sowie verschiedene Pt-Fe-Legierungen und -Sulfide wie unter anderem Braggit, Sperrylith und Pyrit auf.
Als seltene Mineralbildung ist Isoferroplatin bisher nur von rund 110 Fundorten bekannt (Stand 2017). Neben seiner Typlokalität am Tulameen River und dem nahe gelegenen Similkameen River in British Columbia fand sich das Mineral in Kanada noch im Cardwell Parish im Kings County (New Brunswick), bei Marathon und im Gebiet des Seeley Lake im Thunder Bay District von Ontario, an mehreren Stellen in der Grafschaftsgemeinde Les Appalaches (Thetford Mines, Grube Hall chrome und Lemelin) sowie bei Wolverine Creek im Watson Lake Bergbaurevier und bei Burwash Creek und der Cu-Ni-PGE-Lagerstätte Wellgreen im Whitehorse Bergbaurevier in Yukon.
In Montana trat Isoferroplatin an verschiedenen Stellen im Stillwater-Komplex wie dem Minneapolis-Stollen, dem Bergwerk Stillwater und der Mouat Ni-Cu Verdegris Creek-Prospektion auf. Daneben konnte das Mineral noch in verschiedenen Gruben und Seifenlagerstätten in Alaska, Kalifornien, Oregon und Pennsylvania entdeckt werden.
Die bisher einzige bekannte Fundstätte in Deutschland liegt am Kolbersbach bei Zwiesel in Niederbayern.
Weitere Fundorte liegen unter anderem in Albanien, Äthiopien, Australien, Brasilien, Bulgarien, China, Kolumbien, Ecuador, Finnland, Frankreich, Indien, Japan, Madagaskar, der Mongolei, Neukaledonien, Norwegen, Russland, Sierra Leone, Südafrika, Tansania und im Vereinigten Königreich (UK).
Auch in Gesteinsproben vom nordöstlichen Rand der „Markov-Tiefe“ innerhalb der „Sierra-Leone-Bruchzone“ (Sierra-Leone-Schwelle) konnte Isoferroplatin nachgewiesen werden.